# 弘前・東京2WAYフリーきっぷ
弘前・東京2WAYフリーきっぷとは、JR東日本秋田支社が発売していた、弘前駅周辺の駅と首都圏を往復し、かつ首都圏が有効期間乗り放題となる特別企画乗車券（「トクトクきっぷ」）である。

## 概要
- 奥羽線弘前駅〜津軽新城駅間および五能線五所川原駅〜藤崎駅間から利用できる。
- フリー区間までの往復には特急・新幹線の普通車指定席（グリーン車用はグリーン車）が利用できる。また「あけぼの」に限りB寝台を利用することができる。経路は下記の3つある。

弘前 - （寝台特急あけぼのB寝台） - 上野
「あけぼの」は開放式B寝台のほか、1人用個室「ソロ」も利用できる。
弘前 - （奥羽線） - 青森 - （東北線） - 八戸 - （東北新幹線） - 東京
「つがる」のほか、青森駅で奥羽線特急（寝台列車の指定席・立席を含む）、「リゾートしらかみ」から東北線特急へ乗り継ぐことも可能。
弘前 - （ヨーデル号） - 盛岡 - （東北新幹線） - 東京
五所川原発着の「ヨーデル号」利用の場合は、五所川原〜弘前間の運賃が別途必要となる。
- 繁忙期を含む連続した7日間有効である。
- 発売は乗車日（往路）の1か月前からである。
- 指定列車変更は指定列車発車時刻までに往復それぞれ1回だけ可能である。自由席から指定席への変更も同様である。
- フリー区間以外で途中下車はできない。ただし、盛岡駅で「ヨーデル号」から東北新幹線へ乗り継ぐ場合や五能線エリアから列車を利用する場合で弘前駅で「ヨーデル号」に乗り換えする場合は、それぞれ途中下車可能。
- 「往路」は出発駅からフリーエリア内での最初の出場駅まで使用。なお「ヨーデル号」を利用する場合は、切符を提示するだけでよい。
- 「往路」回収以降は「復路」を帰路駅まで使用する。なお、東京フリー区間内では「復路」を使用することで乗り放題となる。フリー区間内で自動改札機を通しても回収されない。

## 沿革
- 199x年 - 「東京マイティ往復割引乗車券」発売開始。
- 199x年 - 「ヨーデル&やまびこきっぷ」発売開始。
- 2001年12月1日 - 「東京マイティ往復割引乗車券」が「弘前・東京フリーきっぷ」に改称。同時に発売額を値下げ。
- 2002年12月1日 - 「弘前・東京フリーきっぷ」と「ヨーデル&やまびこきっぷ」（東京往復）を統合し「弘前・東京2WAYフリーきっぷ」となる。
- 2006年10月1日 - 「弘前・東京2WAYフリーきっぷ」を廃止。「はやて東京フリーきっぷ」と「ヨーデル&新幹線きっぷ」[1]に分割。

## 発売箇所
- 弘前駅（弘前バスターミナル窓口を含む）・川部駅・浪岡駅・津軽新城駅・深浦駅・鰺ケ沢駅・板柳駅のみどりの窓口
- 五所川原駅もしもし券売機Kaeruくん
- びゅうプラザ弘前・五所川原
- 弘前市周辺の旅行会社